# Palazzo arcivescovile (Košice)
Il palazzo arcivescovile noto anche come palazzo Döryovský o palazzo Szatmáryovský (in slovacco: Arcibiskupský palác, Döryovský palác, Szatmáryovský palác) è un edificio rococò-neoclassico del centro di Košice che sorge in Hlavná ulica, al numero 28.

## Storia
Quando nel 1804 fu eretta la diocesi di Košice si rese necessaria la costruzione di un palazzo vescovile, che fosse nelle vicinanze della cattedrale di Sant'Elisabetta. Fu allora deciso di acquistare quattro case contigue su Hlavná ulica, che furono inglobate in un unico grande edificio.
La dimora venne costruita nel 1809, ma il 28 maggio 1841 fu distrutta da un incendio, divampato dalla vicina casa Vitéz. Dopo la ricostruzione ospitò nel 1849 l'incontro tra due protagonisti del Risorgimento slovacco:  Ľudovít Štúr e Jonáš Záborský e poi per due volte l'imperatore Francesco Giuseppe I, nel 1851 e nel 1857. All'epoca l'edificio ospitava la biblioteca vescovile e una pinacoteca con i ritratti dei vescovi di Košice, inaugurata nel 1893. Nella residenza, nell'ala sinistra, si trovava la cappella privata del vescovo. Dopo la morte del vescovo Jozef Čársky nel 1962 gli uffici della curia rimasero vuoti fino alla fine del regime comunista.
Nel 1995 papa Giovanni Paolo II, che aveva visitato Košice, elevò la diocesi ad arcidiocesi, e il palazzo da vescovile divenne arcivescovile.

## Descrizione
L'edificio a due piani ha una facciata unica in stile rococò-neoclassico, divisa da lesene e terminante con un cornicione. Il portale è sormontato da un balcone curvilineo poggiante su colonne con ringhiera battuta; in corrispondenza del portale la facciata si allunga in un timpano mistilineo rialzato, decorato con sculture. Le sale di rappresentanza al primo piano hanno volte con ricchi stucchi e ornamenti rococò.

## Galleria d'immagini

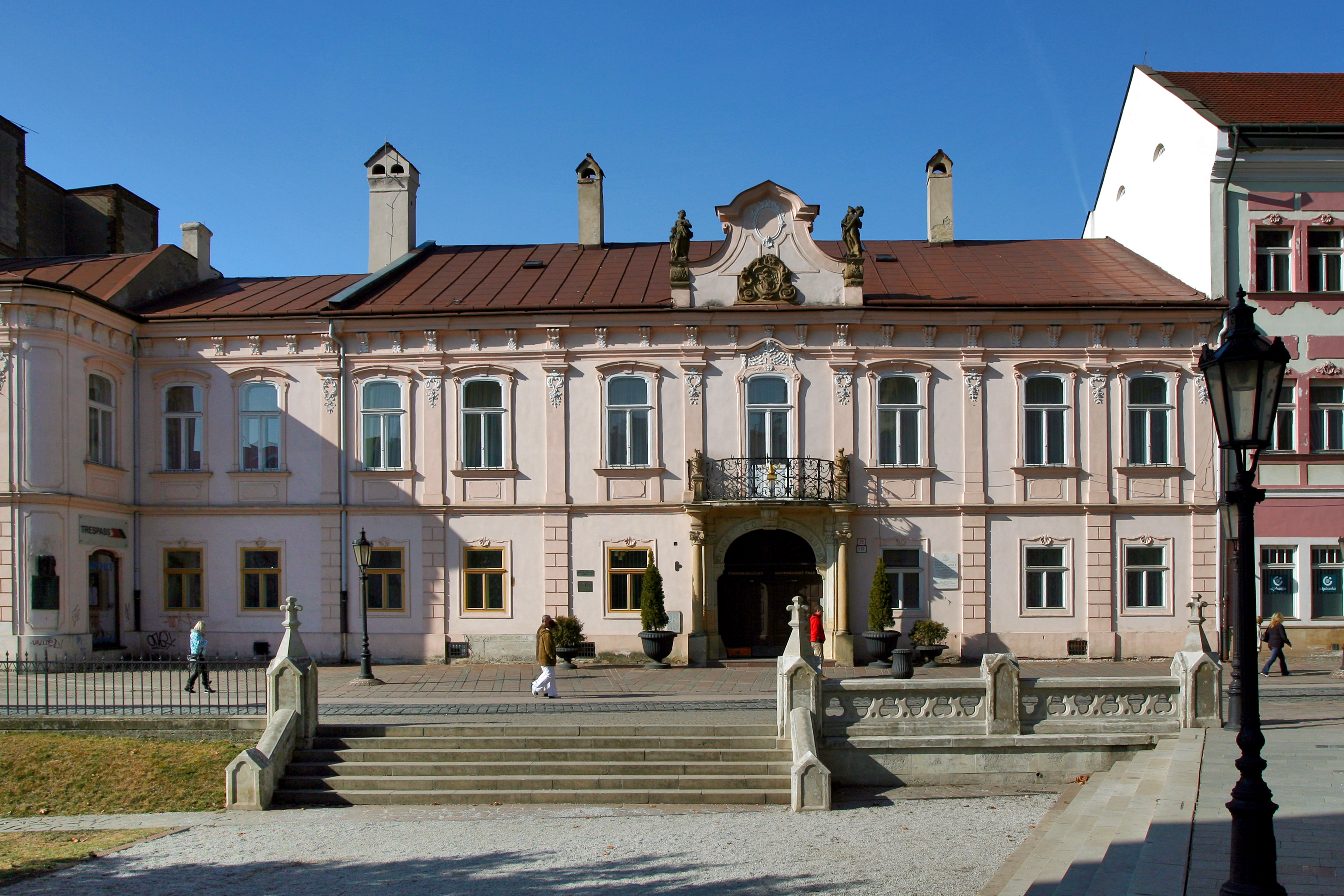
Facciata
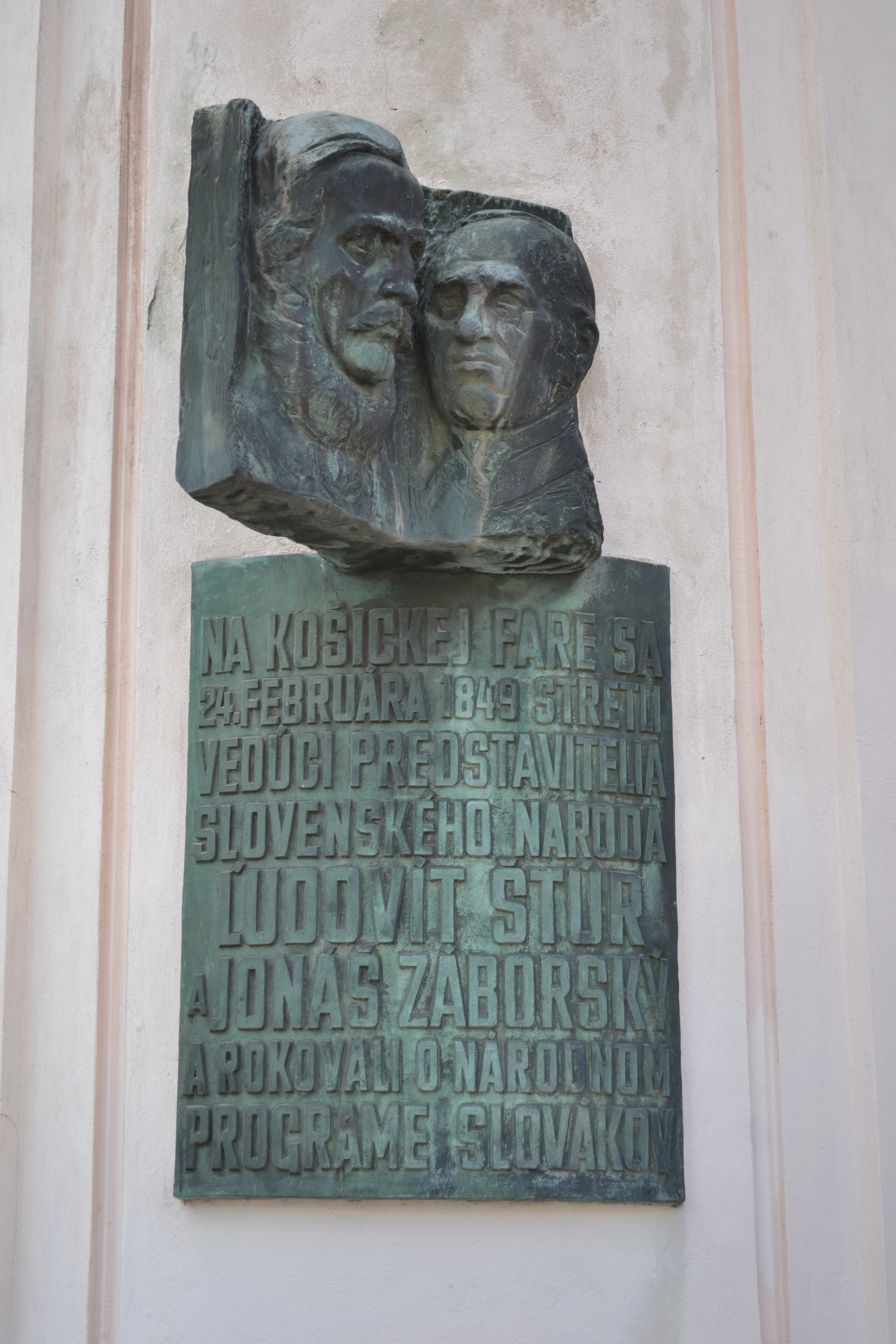
Ricordo scultoreo dell'incontro fra Štúr e Záborský